# Saint-Brès (Hérault)
Saint-Brès é uma comuna francesa na região administrativa de Occitânia, no departamento de Hérault. Estende-se por uma área de 4,86 km². Em 2010 a comuna tinha 3 046 habitantes (densidade: 626,7 hab./km²).